# Прокудин, Павел Николаевич
Павел Николаевич Прокудин (род. 17 августа 1966, с. Смоленка, Новосибирский район (ныне — Мошковский район), Новосибирская область, РСФСР, СССР) — приднестровский государственный и общественный деятель. Председатель Правительства Приднестровской Молдавской Республики с 23 декабря 2015 по 17 декабря 2016.
Директор ГУП „Исторический военно-мемориальный комплекс «Бендерская крепость»“ с 2011 по ?. Председатель общественной организации содействия восстановлению и сохранению Бендерской крепости с 2014. Президент Республиканской общественной организации «Федерация футбола Приднестровья».

## Биография
Родился 17 августа 1966 в селе Смоленка Новосибирского района (ныне село в составе Мошковского района) Новосибирской области.
В 1988 окончил Одесское высшее инженерное морское училище имени Ленинского комсомола (ныне — Одесская национальная морская академия), после чего до 1992 работал в Советском Дунайском пароходстве.
С 1992 по 1994 — начальник отдела по внешнеэкономическим связям городского благотворительного фонда «Милосердие» при Тираспольском комитете Ленинского коммунистического союза молодежи Приднестровья.
С 1994 по 1996 — директор совместного общества с ограниченной ответственностью „Молодежный фонд «Милосердие»“.
С 1997 по 2000 — директор одной из тираспольских коммерческих организаций.
С 2000 по 2006 — главный бухгалтер ООО «Акварель» (Тирасполь).
С 2006 по 2015 — генеральный директор ЗАО „Фабрика сувениров «Лучафэр»“. Одновременно с 2010 по 2011 — генеральный директор ЗАО «Бендерский речной порт».
С 2011 по 2015 — директор ГУП „Исторический военно-мемориальный комплекс «Бендерская крепость»“. С 2014 является председателем общественной организации содействия восстановлению и сохранению Бендерской крепости.
Указом Президента ПМР от 23 декабря 2015 г. № 440 был назначен на должность Председателя Правительства Приднестровской Молдавской Республики (Правительство Павла Прокудина). 17 декабря 2016, в связи избранием нового Президента ПМР Вадима Красносельского, покинул пост главы правительства.
17 января 2017 стал советником Президента ПМР. 6 июня 2017 был избран президентом Республиканской общественной организации «Федерация футбола Приднестровья».

## Семья
Женат, жена Светлана Прокудина художник, двое детей: дочь Анастасия, сын Егор.

## Награды
- Орден Святого Архангела Михаила
- Медаль Покрова Пресвятой Богородицы
- Медаль «За отличие в труде»
- Орден «За заслуги» II степени (2016)[5]
- Орден Дружбы (19 сентября 2016, Южная Осетия)[6][7]